# Acacia plicata
Acacia plicata är en ärtväxtart som beskrevs av Bruce R. Maslin. Acacia plicata ingår i släktet akacior, och familjen ärtväxter. Inga underarter finns listade i Catalogue of Life.